# Partido Comunista (Birmânia)

Partido Comunista (Birmânia), por vezes referido como Partido Comunista da Bandeira Vermelha (birmanês:  အလံနီကွန်မြူနစ်ပါတီ), foi um partido comunista da Birmânia. O partido foi formado depois que uma facção mais radical se separou do Partido Comunista da Birmânia em 1946. No mesmo ano, iniciou uma insurgência armada prolongada; primeiro contra o domínio britânico, depois contra o governo birmanês. O partido foi liderado por Thakin Soe, um líder comunista agitador. Em meados da década de 1970, o partido perdeu influência e foi derrotado militarmente após a captura de Thakin Soe em 1978.